# Îles Amphlett
Les îles Amphlett sont un archipel de la mer des Salomon, composé de 18 îles. Administrativement, elles appartiennent à la province de Milne Bay en Papouasie-Nouvelle-Guinée, au sein du gouvernement local de Dobu Rural . Elles se situent à environ 10 km au nord de l'île Fergusson  et certaines sources considèrent qu'elles font partie des îles D'Entrecasteaux.

## Description
Les îles Amphlett sont d'origine volcanique.

## Démographie
En 2000, la population des îles était de 469 habitants. La population était estimée à 230 habitants en 1970 .
Les habitants des îles Amphlett sont connus pour leur poterie et leur rôle dans le commerce de la kula . Les pots en argile constituent la principale source de revenus pour les insulaires .